# Inkatärna
Inkatärna (Larosterna inca) är en fåtalig och unik tärna som förekommer i västra Sydamerika.

## Utseende
Inkatärnan är en omisskännlig medelstor tärna, cirka 41 centimeter i längd. Kroppen är mörkgrå, näbb och fötter är orangeröda och utifrån mungiporna syns en praktfull vit mustasch. Ungfåglarna är bruna överlag och saknar mustaschen och kan därmed förväxlas med en noddy.

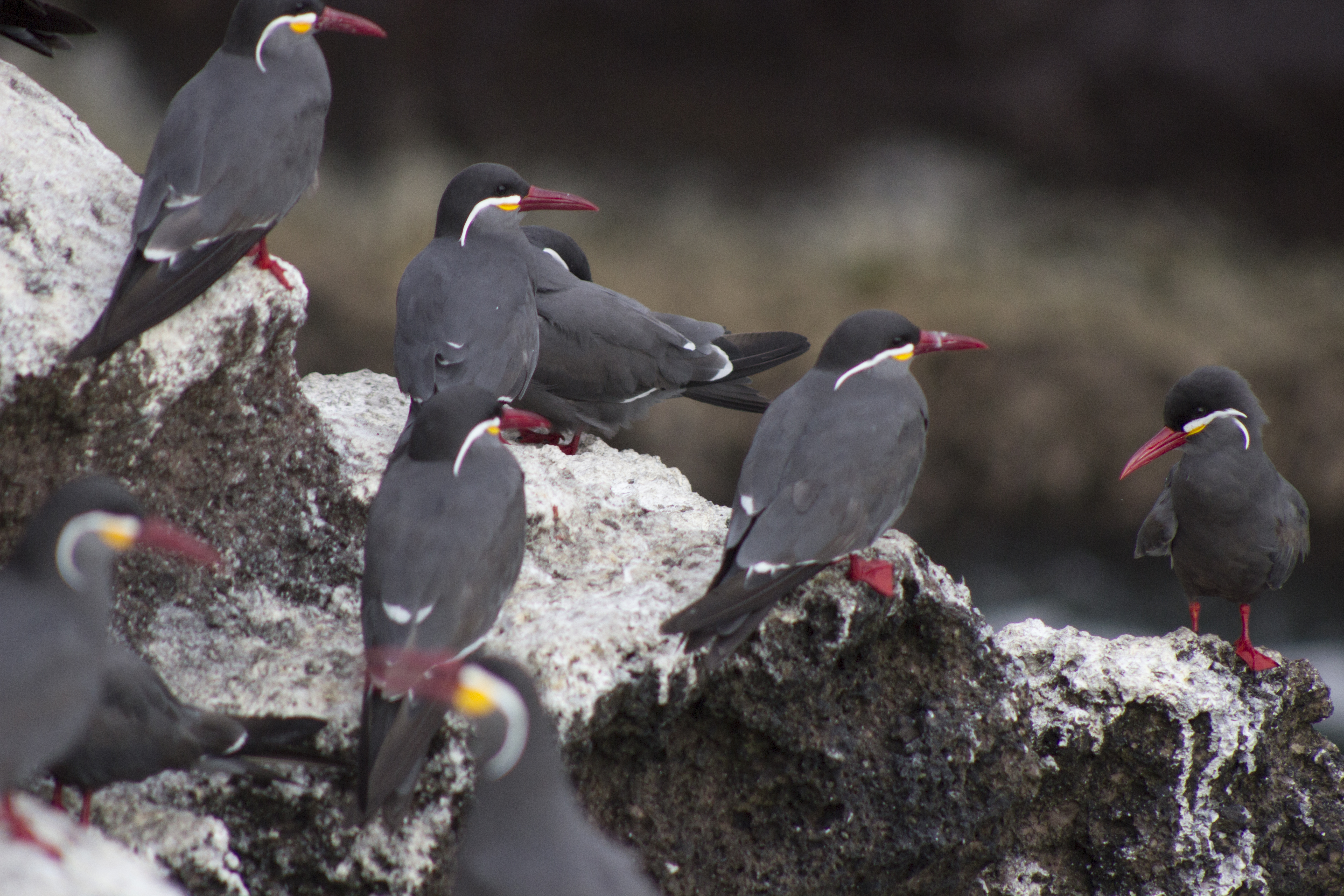

## Utbredning och systematik
Fågeln återfinns utmed Stillahavskusten från norra Peru (Lobos de Tierra) söderut till centrala Chile (åtminstone till Aconcaguafloden och Conconöarna). Den ses även sällsynt norrut till Ecuador och har tillfälligt observerats i Colombia och Panama.
Inkatärna placeras som enda art i släktet Larosterna. Trots sitt avvikande utseende är den relativt djupt inbäddad bland tärnorna, systerart till en grupp med tärnor i Sterna, Thalasseus och Chlidonias.
Den behandlas som monotypisk, det vill säga att den inte delas in i några underarter.

## Ekologi
Fågeln häckar på öar nära kusten och på kustnära klippor. Vanligtvis placeras boet i användningsbara sprickor, grottor och håligheter, ibland i ett oanvänt bo av humboldtpingvinen (Spheniscus humboldti). Den lägger ett till två ägg som ruvas i fyra veckor och ungarna lämnar boet efter sju veckor.

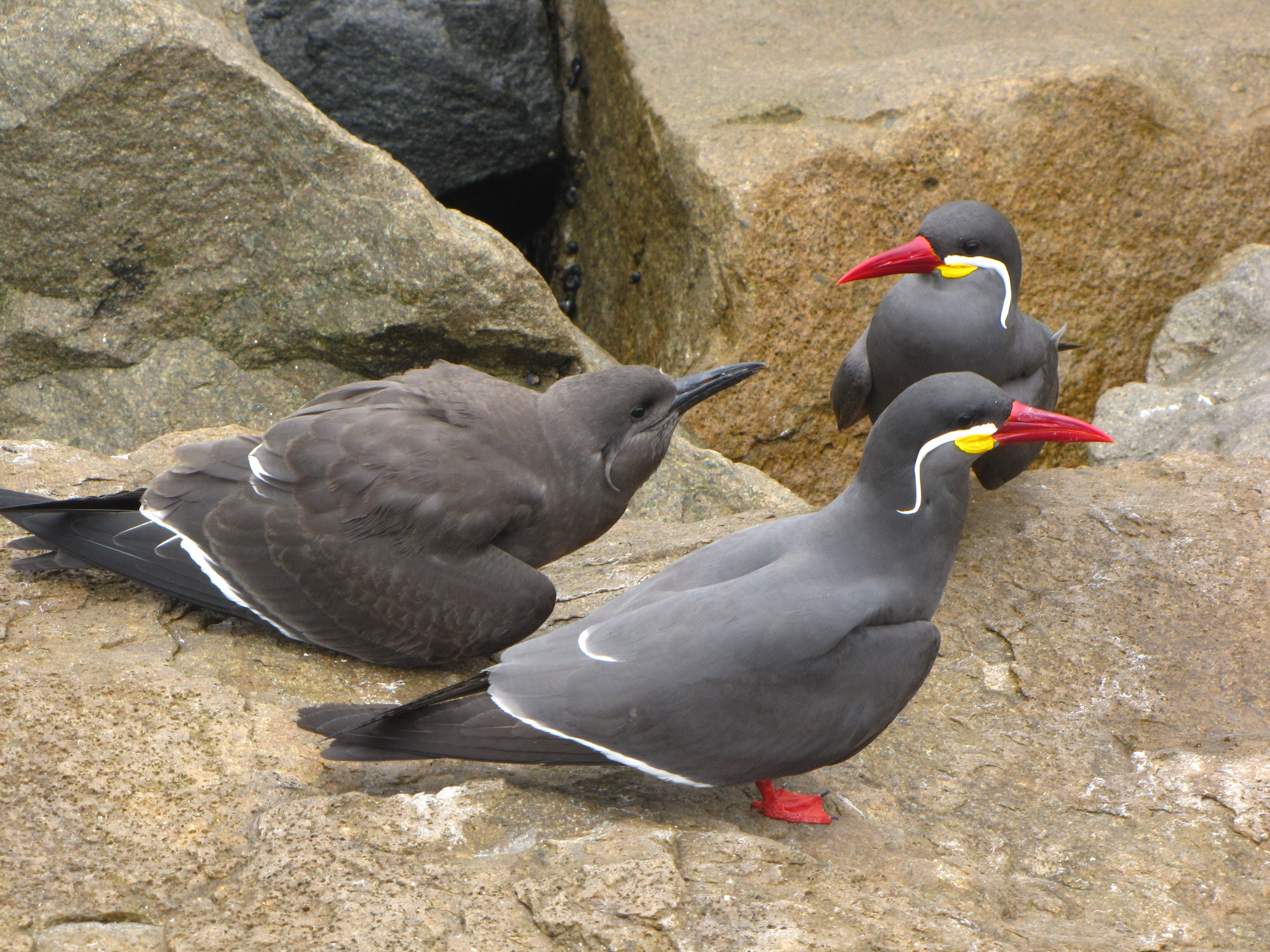
Par inkatärna med ungfågel.

Inkatärnan dyker ofta i stora flockar efter ansjovisfisken anchoveta, simpor och fiskarten Odontesthes regia. Den kan också inta lämningar från sjölejon och fiskebåtar.

## Status och hot
Inkatärnan är en relativt fåtalig tärna som dessutom minskar i antal. Det gör att internationella naturvårdsunionen IUCN kategoriserar arten som nära hotad. Världspopulationen uppskattas till 150.000 individer. Varför arten minskar är oklart. Före guanoindustrins utveckling ska de ha varit mycket vanligare, men de är samtidigt anpassningsbara och kan till och med häcka i övergivna byggnader. Möjligen kan utfiskning av anchoveta (Engraulis ringens) eller predation från katter och råttor på deras häckningsplatser påverka populationsstorleken respektive häckningsframgång.